# معادله مایر-کلی
معادله مایر-کلی (به انگلیسی: Maier–Kelley Equation) معادله‌ای برای تخمین ظرفیت حرارتی مواد در فشار ثابت در دماهای مختلف است. این رابطه به صورت زیر بیان می‌شود:
{\displaystyle C_{P}=a+bT-cT^{-2}}
که در آن a، b و c پارامترهای مایر-کلی یا ضرایب مایر-کلی نامیده می‌شوند.
نرم‌افزار supcrt92 ظرفیت حرارتی مواد را با استفاده از این معادله محاسبه می‌کند.